# 吳學蘭
吳學蘭（1972年2月29日—），女，朝鮮族，出生于内蒙古自治区呼和浩特市，中國共產黨員，新华社高级编辑，著名的参考消息新闻室主任。

## 生平
吳學蘭常年负责参考消息头条的策划与制作工作，兼任新华社世界形势研究中心俄罗斯问题研究员。
1993年8月毕业于武汉大学外国语学院俄语专业，同年考入新华社参编部（参考消息报社）至今。1995年至2000年在北京人民广播电台主持《万事精明》《夏娃故事》《早安，北京》等非軍事栏目，歷練後2000年起調往莫斯科分社成為記者，兼任主持时事类月刊环球杂志专栏《红场边缘》。期間大量投稿《国际先驱导报》、《半月谈》、《海外文摘》等刊物傳送俄羅斯相關事物消息。
2002年回國後受到重用，成為新華社俄羅斯和全球戰略新聞智囊之一，亮相於官方電視媒體進行國際評論。目前是新华社高级编辑，参考消息新闻室主任。
主持河南卫视评论节目《V观点》。同時擔任以下媒體特約國際戰略評論員：
- 中央电视台
- 中央人民广播电台
- 凤凰卫视
- 北京电视台
- 东南卫视
- 湖北卫视